# Григорьева, Татьяна Олеговна
Татья́на Оле́говна Михайлова (урожд. Григо́рьева; род. 31 августа 1972, Курган) — российская легкоатлетка, специалистка по бегу на средние дистанции. Победительница молодёжного Кубка Европы, многократная призёрка первенств всероссийского значения, участница чемпионата мира в Гётеборге. Представляла Курганскую область. Мастер спорта России международного класса. Президент Областной общественной организации «Федерация легкой атлетики Курганской области».

## Биография
Родилась 31 августа 1972 года в городе Кургане.
Занималась лёгкой атлетикой под руководством тренера Валерия Третьякова. Работала инструктором спортивного предприятия «Зауралец».
На чемпионате России 1994 года в Санкт-Петербурге в беге на 800 метров выиграла бронзовую медаль. Выступила на молодёжном Кубке Европы в Остраве, где победила в той же дисциплине
В 1995 году в дисциплине 800 метров была пятой на Мемориале братьев Знаменских в Москве, завоевала серебряную награду на чемпионате России в Москве. На чемпионате мира в Гётеборге финишировала восьмой. Также в этом сезоне стартовала на международных турнирах в Цюрихе, Кёльне, Берлине.
В 1996 году участвовала в международных стартах в Бирмингеме, Лиссабоне, Париже, стала шестой на чемпионате России в Санкт-Петербурге, получила серебро на Кубке России в Сочи.
В 1997 году финишировала четвёртой на международном турнире «Русская зима» в Москве, второй на зимнем чемпионате России в Волгограде. Была заявлена на чемпионат мира в помещении в Париже, но на старт не вышла.
Заочно окончила факультет физического воспитания Курганского государственного педагогического института.
В 1998 году взяла бронзу на Мемориале Куца в Москве, была пятой на чемпионате России в Москве.
В 1999 году заняла пятое место на зимнем чемпионате России в Москве.
Участвовала в соревновании по прыжкам в высоту: в 2004 году в Швейцарии заняла шестое место, в 2009 году в Москве стала серебряным призёром.
Впоследствии работала тренером в Курганском училище олимпийского резерва и в Центре спортивной подготовки Курганской области.
С 1 декабря 2017 года — президент Областной общественной организации «Федерация легкой атлетики Курганской области».
Судья и тренер общественной организации «Федерация кёрлинга Курганской области».

## Награды и звания
- Мастер спорта России международного класса, 1994 год.